# Bourguibas Mausoleum
Bourguibas Mausoleum ligger i Monastir i Tunesien. Tæt på fæstningen Ribat fra 796 ligger denne gravplads der  har to minareter og en forgyldt kuppel. Alt iscenesat af Habib Bourguiba selv. 

## Ekstern henvisning
- Wikimedia Commons har flere filer relateret til Bourguibas Mausoleum
- Habib Bourgibas Mausoleum Arkiveret 13. november 2011 hos  Wayback Machine

35°46′39″N 10°49′42″Ø / 35.77750°N 10.82833°Ø